# فابيان شنايدت
فابيان شنايدت (بالألمانية: Fabian Schnaidt)‏ (و. 1990  م) هو راكب دراجة هوائية ألماني، ولد في ألمانيا.

## روابط خارجية
- فابيان شنايدت على موقع الاتحاد الدولي للدراجات (الإنجليزية)
- فابيان شنايدت على موقع أرشيف الدراجات (الإنجليزية)
- فابيان شنايدت على موقع إحصائيات الدراجات الإحترافية (الإنجليزية)
- فابيان شنايدت على موقع نسبة الدراجات (الإنجليزية)